# ژولین وارتل
ژولین وارتل (فرانسوی: Julien Wartelle‎; ۲۶ فوریهٔ ۱۸۸۹ – ۱۲ اوت ۱۹۴۳) ژیمناست هنری اهل فرانسه بود.